# Laiwu
Laiwu är en stad på prefekturnivå i Shandong-provinsen i östra Kina. Den ligger omkring 11 kilometer sydöst om provinshuvudstaden Jinan. Staden är den minsta orten på prefekturnivå och gränsar till provinshuvudstaden Jinan i norr, Zibo i öster och Tai'an i sydvöst.

## Administrativ indelning
Staden är indelad i två stadsdistrikt och en provinsiell ekonomisk utvecklingzon (省级经济开发区); de två distrikten är Laicheng (莱城区) och Gangcheng (钢城区).

## Klimat
Genomsnittlig årsnederbörd är 840 millimeter. Den regnigaste månaden är juli med i genomsnitt 284 mm nederbörd, och den torraste är januari med 7 mm nederbörd.